# Brania rhopalophora
Brania rhopalophora är en ringmaskart som först beskrevs av Ehlers 1897.  Brania rhopalophora ingår i släktet Brania och familjen Syllidae.
Artens utbredningsområde är havet kring Nya Zeeland. Inga underarter finns listade i Catalogue of Life.